# Donji Markovac
Donji Markovac je naseljeno mjesto u Republici Hrvatskoj u Zagrebačkoj županiji. 

## Zemljopis
Administrativno je u sastavu općine Farkaševac. Naselje se proteže na površini od 14,39 km².

## Stanovništvo
Prema popisu stanovništva iz 2001. godine u Donjem Markovcu žive 52 stanovnika i to u 16 kućanstava. Gustoća naseljenosti iznosi 3,61 st./km².
| broj stanovnika | 118   | 130   | 186   | 154   | 152   | 170   | 151   | 139   | 146   | 160   | 133   | 111   | 80    | 51    | 52    | 41    | 42    |
|                 | 1857. | 1869. | 1880. | 1890. | 1900. | 1910. | 1921. | 1931. | 1948. | 1953. | 1961. | 1971. | 1981. | 1991. | 2001. | 2011. | 2021. |